# Mahlbergbach
Der Mahlbergbach ist ein Bach in Bonn. Seine Gesamtlänge beträgt 0,38 Kilometer, sein Einzugsbereich umfasst 0,1 Quadratkilometer. Das Gewässer entspringt westlich der Reichsstraße am Nordrand des Kottenforstes und mündet unterhalb eines Rückhaltebeckens in den Katzenlochbach.
Der Mahlbergbach ist zu mehreren Forellenteichen aufgestaut, was sich negativ auf den Charakter eines
Fließgewässers auswirkt. Bachbegleitendes Ufergehölz ist nur lückenhaft vorhanden.